# 江谷典子
江谷 典子（えたに のりこ）は、日本の研究者、工学者、コンピュータ・サイエンティスト。

2014年4月から2016年3月までJST CREST（独立行政法人科学技術振興機構）/京都大学大学院医学研究科特定研究員。CREST「科学的発見・社会的課題解決に向けた各分野のビッグデータ利活用推進のための次世代アプリケーション技術の創出・高度化」研究領域「ビッグデータ応用の創薬」担当。
ビッグデータを用いて解析することで薬の副作用をほぼ100%予想する手法を確立したという論文"Database application model and its service for drug discovery in Model-driven architecture"を発表した。2015年8月7日にシュプリンガー社のJournal of Big Data誌に掲載されている（京都大学教育研究活動データベースより）。